# اچ‌دی ۱۲۸۰۹۳
اچ‌دی ۱۲۸۰۹۳ یک ستاره است که در صورت فلکی گاوران قرار دارد.